# چگوتو
چگوتو (به لاتین: Chegutu) یک منطقهٔ مسکونی در زیمبابوه است که در Chegutu District واقع شده‌است. چگوتو ۵۰٬۵۹۰ نفر جمعیت دارد و ۱٬۱۸۰ متر بالاتر از سطح دریا واقع شده‌است.